# Ragnar Wicksell

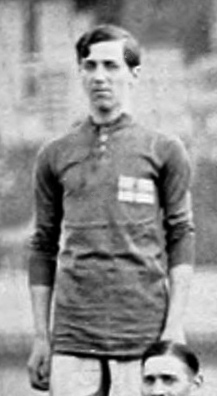
Ragnar Wicksell

Per Edgar Ragnar „Ragge“ Wicksell (* 26. September 1892 in Enköping; † 31. Juli 1974 in Stockholm) war ein schwedischer Fußballspieler.

## Laufbahn
Wicksell spielte für Djurgårdens IF. Mit dem Klub wurde der Mittelfeldspieler vier Mal schwedischer Meister. Zudem lief er zwischen 1911 und 1921 33 Mal für Schweden auf. Für die Landesauswahl nahm er an den Olympischen Spielen 1912 und 1920 teil.

## Erfolge
- Schwedischer Meister: 1912, 1915, 1917, 1920